# کارل ویلهلم فردیناند
کارل ویلهلم فردیناند (به آلمانی: Karl Wilhelm Ferdinand) (۹ اکتبر ۱۷۳۵ –۱۰ نوامبر ۱۸۰۶) شاهزاده حاکم براونشوایگ-ولفنبوتل و دوک براونشوایگ-لونبورگ بود. او بعد از پدرش به حکومت براونشوایگ-ولفنبوتل رسید که یکی از ایالات تشکیل‌دهنده امپراتوری مقدس روم بود. او در سال ۱۷۶۴ با شاهدخت آگوستای بریتانیای کبیر، خواهر جرج سوم ازدواج کرد و از این ازدواج صاحب هفت فرزند شد. او همچنین فرمانده نظامی قابلی بود که با درجه فیلد مارشال در ارتش پروس خدمت می‌کرد. کارل ویلهلم در جریان نبرد ینا–اورشتدت مورد اصابت گلوله قرار گرفت و در ۱۰ نوامبر ۱۸۰۶ در اوتنزن درگذشت. جسد او در کلیسای جامع براونشوایگ دفن شده است.